# Bingo Players
Bingo Players er en hollandsk house-duo, som blev grundlagt af Maarten Hoogstraten og Paul Bäumer. De er bedst kendt for hittet "Cry (Just a little)" og "Rattle".

## Karriere
I 2006 blev Bingo Players grundlagt af de to medlemmer, og samtidig startede de deres eget pladeselskab Hysteria Records. I de første par år remixede de sange for andre kunstnere, og drev pladeselskabet, der både udgiver deres egne singler men også musik for blandt andre Bassjackers, MAKJ, Sandro Silva, Ralvero, and Gregori Klosman.
I 2011 blev "Cry (Just a little)" udgivet, som bruger tekst fra Brenda Rusell's "Piano in the dark". Samme år fik de deres store gennembrud med "Rattle", som opnåede top 40 placeringer her i Danmark, Frankrig, Sverige og Holland.
I 2013 udkom "Get Up (Rattle)" med vokal fra Far East Movement. Sangen gik nummer ét i England og blev et top 10 hit i blandt andet Tyskland og Australien.
Den 19. juli 2013 kunne Paul på deres Facebook-side annoncere, at han var blevet diagnosticeret for at have kræft, og at Maarten ville fortsætte turnéen. Paul ville i mellemtiden stadig arbejde på nyt musik og sørge for at drive deres pladeselskab.
Den 17. december 2013 blev det offentliggjort, at Paul Bäumer havde tabt kampen til kræft, efter over et år. Alle kommende koncertdatoer blev aflyst. I starten af 2014 kunne Maarten skrive, at han fortsætter som Bingo Players, efter Pauls ønske. Singlen "Knock you out" blev udgivet 14. april 2014.

## Diskografi

### EP'er
| Titel       | Detaljer                                                                               |
| ----------- | -------------------------------------------------------------------------------------- |
| What's Next | - Udgivet: 4 December 2017 - Pladeselskab: Hysteria Records - Format: Digital download |

### Singler
| Titel                                                                             | År   | Højeste hitlisteplacering | Højeste hitlisteplacering | Højeste hitlisteplacering | Højeste hitlisteplacering | Højeste hitlisteplacering | Højeste hitlisteplacering | Højeste hitlisteplacering | Højeste hitlisteplacering | Højeste hitlisteplacering | Certificeringer                                                             |
| Titel                                                                             | År   | NLD                       | AUS                       | AUT                       | BEL                       | DEN                       | FRA                       | SWE                       | NZ                        | UK                        | Certificeringer                                                             |
| --------------------------------------------------------------------------------- | ---- | ------------------------- | ------------------------- | ------------------------- | ------------------------- | ------------------------- | ------------------------- | ------------------------- | ------------------------- | ------------------------- | --------------------------------------------------------------------------- |
| "Gimme All That You Got"                                                          | 2006 | —                         | —                         | —                         | —                         | —                         | —                         | —                         | —                         | —                         |                                                                             |
| "Sonic Stomp"                                                                     | 2006 | —                         | —                         | —                         | —                         | —                         | —                         | —                         | —                         | —                         |                                                                             |
| "Shake It"                                                                        | 2007 | —                         | —                         | —                         | —                         | —                         | —                         | —                         | —                         | —                         |                                                                             |
| "Chuck Full of Funk"                                                              | 2007 | —                         | —                         | —                         | —                         | —                         | —                         | —                         | —                         | —                         |                                                                             |
| "Party People"                                                                    | 2007 | —                         | —                         | —                         | —                         | —                         | —                         | —                         | —                         | —                         |                                                                             |
| "Touch Me" (vs. Chocolate Puma)                                                   | 2008 | 73                        | —                         | —                         | —                         | —                         | —                         | —                         | —                         | —                         |                                                                             |
| "Get Up"                                                                          | 2008 | —                         | —                         | —                         | —                         | —                         | —                         | —                         | —                         | —                         |                                                                             |
| "Bounce (Till Ya)"                                                                | 2008 | —                         | —                         | —                         | —                         | —                         | —                         | —                         | —                         | —                         |                                                                             |
| "Blurr"                                                                           | 2008 | —                         | —                         | —                         | —                         | —                         | —                         | —                         | —                         | —                         |                                                                             |
| "Chop"                                                                            | 2008 | 78                        | —                         | —                         | —                         | —                         | —                         | —                         | —                         | —                         |                                                                             |
| "I Will Follow (Theme Fit for Free Dance Parade 2009)" (feat. Dan'thony)          | 2009 | 82                        | —                         | —                         | —                         | —                         | —                         | —                         | —                         | —                         |                                                                             |
| "Devotion"                                                                        | 2009 | —                         | —                         | —                         | 26                        | —                         | —                         | —                         | —                         | —                         |                                                                             |
| "Disco Electrique" (vs. Chocolate Puma)                                           | 2009 | —                         | —                         | —                         | —                         | —                         | —                         | —                         | —                         | —                         |                                                                             |
| "Tom's Diner"                                                                     | 2010 | —                         | —                         | —                         | 75                        | —                         | —                         | —                         | —                         | —                         |                                                                             |
| "When I Dip"                                                                      | 2010 | —                         | —                         | —                         | —                         | —                         | —                         | —                         | —                         | —                         |                                                                             |
| "Get on the Move"                                                                 | 2010 | —                         | —                         | —                         | —                         | —                         | —                         | —                         | —                         | —                         |                                                                             |
| "Obviously" (with Carl Tricks)                                                    | 2010 | —                         | —                         | —                         | —                         | —                         | —                         | —                         | —                         | —                         |                                                                             |
| "Lame Brained"                                                                    | 2010 | —                         | —                         | —                         | —                         | —                         | —                         | —                         | —                         | —                         |                                                                             |
| "Cry (Just a Little)"                                                             | 2011 | 7                         | —                         | —                         | 28                        | —                         | —                         | —                         | —                         | 44                        | - NVPI: Gold                                                                |
| "Sliced" (vs. Nicky Romero)                                                       | 2011 | —                         | —                         | —                         | —                         | —                         | —                         | —                         | —                         | —                         |                                                                             |
| "Rattle"                                                                          | 2011 | 91                        | —                         | 46                        | —                         | 35                        | 140                       | 42                        | —                         | —                         | - NVPI: Gold - GLF: Platinum - IFPI DEN: Platinum                           |
| "Mode"                                                                            | 2011 | —                         | —                         | —                         | —                         | —                         | —                         | —                         | —                         | —                         |                                                                             |
| "Don't Blame the Party (Mode)" (feat. Heather Bright)                             | 2012 | 55                        | —                         | —                         | 104                       | —                         | —                         | —                         | —                         | —                         |                                                                             |
| "L'Amour"                                                                         | 2012 | —                         | —                         | —                         | —                         | —                         | —                         | —                         | —                         | —                         |                                                                             |
| "Out of My Mind"                                                                  | 2012 | —                         | —                         | —                         | 62                        | —                         | —                         | —                         | —                         | —                         |                                                                             |
| "Get Up (Rattle)" (feat. Far East Movement)                                       | 2012 | 19                        | 4                         | 16                        | 10                        | 6                         | 8                         | 37                        | 25                        | 1                         | - ARIA: 2× Platinum - BPI: Platinum - GLF: Gold - IFPI DEN: Gold - MC: Gold |
| "Buzzcut"                                                                         | 2013 | —                         | —                         | —                         | —                         | —                         | —                         | —                         | —                         | —                         |                                                                             |
| "Knock You Out"                                                                   | 2014 | 70                        | —                         | —                         | —                         | —                         | —                         | —                         | —                         | —                         |                                                                             |
| "Nothing to Say"                                                                  | 2015 | —                         | —                         | —                         | —                         | —                         | —                         | —                         | —                         | —                         |                                                                             |
| "Curiosity"                                                                       | 2015 | —                         | —                         | —                         | —                         | —                         | —                         | —                         | —                         | —                         |                                                                             |
| "Lone Wolf"                                                                       | 2016 | —                         | —                         | —                         | —                         | —                         | —                         | —                         | —                         | —                         |                                                                             |
| "Be with You"                                                                     | 2016 | —                         | —                         | —                         | —                         | —                         | —                         | —                         | —                         | —                         |                                                                             |
| "Bust This"                                                                       | 2017 | —                         | —                         | —                         | —                         | —                         | —                         | —                         | —                         | —                         |                                                                             |
| "No. 1 Disco"                                                                     | 2017 | —                         | —                         | —                         | —                         | —                         | —                         | —                         | —                         | —                         |                                                                             |
| "Tic Toc" (with Oomloud)                                                          | 2017 | —                         | —                         | —                         | —                         | —                         | —                         | —                         | —                         | —                         |                                                                             |
| "Beat the Drum"                                                                   | 2017 | —                         | —                         | —                         | —                         | —                         | —                         | —                         | —                         | —                         |                                                                             |
| "Everybody" (with Goshfather)                                                     | 2018 | —                         | —                         | —                         | —                         | —                         | —                         | —                         | —                         | —                         |                                                                             |
| "Love Me Right"                                                                   | 2018 | —                         | —                         | —                         | —                         | —                         | —                         | —                         | —                         | —                         |                                                                             |
| "Body Rock" (with Bali Bandits)                                                   | 2018 | —                         | —                         | —                         | —                         | —                         | —                         | —                         | —                         | —                         |                                                                             |
| "1000 Years"                                                                      | 2019 | —                         | —                         | —                         | —                         | —                         | —                         | —                         | —                         | —                         |                                                                             |
| "Get Together" (with Oomloud)                                                     | 2020 | —                         | —                         | —                         | —                         | —                         | —                         | —                         | —                         | —                         |                                                                             |
| "Brighter Days" (with Oomloud)                                                    | 2020 | —                         | —                         | —                         | —                         | —                         | —                         | —                         | —                         | —                         |                                                                             |
| "Scoop" (with Peyruis)                                                            | 2020 | —                         | —                         | —                         | —                         | —                         | —                         | —                         | —                         | —                         |                                                                             |
| "Shed My Skin" (with Oomloud)                                                     | 2020 | —                         | —                         | —                         | —                         | —                         | —                         | —                         | —                         | —                         |                                                                             |
| "Forever Love" (with Disco Fries featuring Viiq)                                  | 2020 | —                         | —                         | —                         | —                         | —                         | —                         | —                         | —                         | —                         |                                                                             |
| "I Know This Club" (with Ida Corr)                                                | 2020 | —                         | —                         | —                         | —                         | —                         | —                         | —                         | —                         | —                         |                                                                             |
| "Touch & Go" (with Oomloud)                                                       | 2021 | —                         | —                         | —                         | —                         | —                         | —                         | —                         | —                         | —                         |                                                                             |
| "Do What You Like" (with Zookëper)                                                | 2021 | —                         | —                         | —                         | —                         | —                         | —                         | —                         | —                         | —                         |                                                                             |
| "Holiday" (with Oomloud featuring Séb Mont)                                       | 2021 | —                         | —                         | —                         | —                         | —                         | —                         | —                         | —                         | —                         |                                                                             |
| "State of Mind" (featuring Sarah de Warren)                                       | 2022 | —                         | —                         | —                         | —                         | —                         | —                         | —                         | —                         | —                         |                                                                             |
| "Bathroom Line" (with Zookëper)                                                   | 2022 | —                         | —                         | —                         | —                         | —                         | —                         | —                         | —                         | —                         |                                                                             |
| "Phone A Friend" (feat. Tia)                                                      | 2022 | —                         | —                         | —                         | —                         | —                         | —                         | —                         | —                         | —                         |                                                                             |
| "—" denotes a recording that did not chart or was not released in that territory. |      |                           |                           |                           |                           |                           |                           |                           |                           |                           |                                                                             |

### Remix
2007
- UHM – House Ya (Bingo Players Remix)

2008
- UHM and Tony Flexx – Our House (Bingo Players Remix)
- Josh the Funky 1 – It's the Music (Bingo Players Remix)
- Ian Carey – Redlight (Bingo Players Remix)
- Erick E – Wanna Go Again (Bingo Players Remix)
- Groovenatics – Joy (Bingo Players Remix)
- Gio Martinez, Genetik – Pixel (Bingo Players Remix)
- Todd Terry – Uncle Tech (Bingo Players Remix)
- Soulcatcher feat. Amanda Wilson – Falling for You (Bingo Players Remix)

2009
- Ron Carroll – Bump to Dis (Bart B More Vs. Bingo Players Remix)
- Oliver Twizt – You're Not Alone (Bingo Players Remix)
- Harrison Crump – Gone (Bingo Players Remix)
- Kristine W – Feel What You Want (Bingo Players Feel It 2 Remix)
- Joachim Garraud – Are U Ready? (Bingo Players Remix)
- Villanord – Muzik (Bingo Players Remix)
- Ferry Corsten feat. Maria Nayer – We Belong (Bingo Players Remix)
- Sander van Doorn and Marco V – What Say? (Bingo Players Remix)
- Patric La Funk – Xylo (Bingo Players Remix)
- Sir James – Special (Bingo Players Remix)
- N.E.R.D – Lapdance (Bingo Players Bootleg Remix)
- Nick Supply feat. Tasha Baxter – That Bounce Track (Bingo Players Remix)
- Gel Abril – Spells of Yoruba (Bingo Players Remix)
- Martin Solveig – Poptimistic (Bingo Players Vox)
- Kid Cudi vs. Crookers – Day 'n' Nite (Bingo Players Remix)

2010
- Gramophonedzie – Why Don't You (Bingo Players Remix)
- Mastiksoul feat. Zoey – Taking Me Hi (Bingo Players Remix)
- Eddie Thoneick feat. Terri B. – Release (Bingo Players Remix)
- Kelis – Milkshake (Bingo Players Bootleg)
- The Black Eyed Peas – The Time (Dirty Bit) (Bingo Players Bootleg)
- David Guetta feat. Kid Cudi – Memories (Bingo Players Remix)
- Dany P-Jazz, Fedde le Grand and Funkerman – New Life (Bingo Players Remix)
- Green Velvet – La La Land (Bingo Players Remix)

2011
- Sir Mix-a-Lot – Baby Got Back (Bingo Players Bootleg)
- Pitbull feat. Ne-Yo, Afrojack and Nayer – Give Me Everything (Bingo Players Remix)
- Sander van Doorn – Koko (Bingo Players Remix)
- The Prodigy – Everybody in the Place (Bingo Players Bootleg)
- Wally Lopez – Welcome Home (Bingo Players Remix)
- Manufactured Superstars feat. Scarlett Quinn – Take Me Over (Bingo Players Remix)
- Flo Rida – Good Feeling (Bingo Players Remix)

2012
- Far East Movement – Jello (Bingo Players Remix)
- Carl Tricks – Mad Dash (Bingo Players Edit)
- TJR vs. Foreigner - Cold as Oi (Bingo Players Mashup)
- Maurizio Gubellini vs. Macklemore - Who's in the Thriftshop (Bingo Players Mashup)
- Daft Punk - One More Time (Bingo Players Jello Bootleg)

2013
- Dada Life – Boing Clash Boom (Bingo Players Remix)
- Duck Sauce – Radio Stereo (Bingo Players Remix)

2014
- Gorgon City - Here for You (Bingo Players Remix)

2015
- Mystery Skulls - Magic (Bingo Players' French Fried Rework)
- Hardwell feat. Jason Derulo - Follow Me (Bingo Players Remix)

2016
- Bingo Players - "Tom's Diner" (Bingo Players 2016 Re-Work)

2017
- Charlie Puth - "Attention" (Bingo Players Remix)

2018
- Bingo Players and Goshfather - "Everybody" (Bingo Players Remix)
- Bingo Players - "Love Me Right" (Bingo Players x Oomloud Club Mix)[32]

2019
- Ava Max - "Freaking Me Out" (Bingo Players Remix)[33]
- Camille Jones - "The Creeps" (Bingo Players Remix)[34]
- Laidback Luke featuring Majestic - "Pogo" (Bingo Players Remix)[35]

2020
- Bingo Players, Felguk and Fafaq - "Devotion" (2020 Remix)[36]

### Production credits
- Flo Rida – "I Cry" (2012)
- Ne-Yo – "Forever Now" (2012)
- Alexis Jordan – "Acid Rain" (2013)

## Eksternes henvisninger
- Bingo Players på Allmusic
- Bingo Players på Discogs
- Bingo Players på MusicBrainz
- Bingo Players på Last.fm
- Bingo Players på SoundCloud

| Musikgruppe | Spire Denne artikel om en musikgruppe er en spire som bør udbygges. Du er velkommen til at hjælpe Wikipedia ved at udvide den. |